# Idalus agricus
Idalus agricus är en fjärilsart som beskrevs av Dyar 1910. Idalus agricus ingår i släktet Idalus och familjen björnspinnare. Inga underarter finns listade i Catalogue of Life.